# Grupa pułkownika Stanisława Kaliszka
Grupa pułkownika Stanisława Kaliszka – związek taktyczny Wojska Polskiego z okresu wojny polsko-bolszewickiej.

## Działania grupy
25 maja 1920 dowództwo nad oddziałami walczącymi w rejonie Pleszczenicy objął etatowy dowódca VIII Brygady Piechoty płk Stanisław Kaliszek. Grupa ta miała utrzymać łączność taktyczną oddziałami 1 Armii i osłonić koncentrację oddziałów 4 Dywizji Piechoty.

## Struktura organizacyjna
Skład 26 maja 1920: 
- dowództwo grupy
- I i III bataliony 24 pułku piechoty
- I i III bataliony 10 pułku piechoty
- I i III bataliony 18 pułku piechoty
- sześć baterii 14. i 4 pułków artylerii polowej.

Skład 7 lipca 1920: 
- dowództwo grupy
- 4 Dywizja Piechoty
- XII Brygada Piechoty